# ویشنوپرستی
ویشنوپرستی (به انگلیسی: Vaishnavism) یک کیش یکتاپرستانه در دین هندوئیسم است که در آن ایزد ویشنو یا یکی از ۱۰ شکل کالبدیافته او (آواتارهای او) پرستیده می‌شود.
ویشنوپرستی به همراه شیواپرستی، اسمارته‌باوری و شاکتی‌پرستی یکی از شاخه‌های اصلی آیین ودایی است. تمرکز ویشنوپرستی بر ستایش سرور اعظم ویشنو است.
به باور ویشنو پرستان خداوند بزرگ یا همان برهمن بزرگ ،ویشنو است. ویشنو در مدت چند هزار سال گذشته ۹ بار به صورت موجودات زمینی به روی زمین آمده و دانایان ، آنچه را که گفته کلمه‌به‌کلمه نوشته‌اند و در نوشته‌هایی به نام ودا و پورانا  جمع آوری کرده‌اند.دو شکل از مهمترین آنها  راما و کریشنا بوده‌اند که داستانشان در پوراناها آمده است.ویشنو در نوبت دهم به صورت مردی خواهد آمد به نام  کالکی که سوار بر اسب و با شمشیر با ظلم و ستم و مردم شرور و مدعیان دروغین پیامبری خواهد جنگید و جهان را از پلیدی و ناپاکی، پاک می‌کند و خودش به مدت ۱۰۰۰ سال حکومت خواهد کرد و جهان را به سمت حکومت نیک خدایان هدایت خواهد نمود.